# Velké Srbsko

Jedna z vizí hranic Velkého Srbska, kterou prosazoval srbský politik Vojislav Šešelj, definovaná hypotetickou hranicí Virovitica – Karlovac – Karlobag na západě.

Velké Srbsko (srbsky Велика Србија) je název pro ideologický koncept rozšíření území Srbska podle etnických, kulturních, či jinak vytyčovaných hranic. Svoji úlohu sehrál jak v 19., tak i v 20. století a jeho dozvuky ovlivňují i politiku Srbska a okolních zemí na začátku 21. století.
Velkosrbská ideologie zahrnuje nároky na různá území mimo současné Srbsko, včetně celé bývalé Jugoslávie kromě Slovinska a části Chorvatska. Podle historika Jožo Tomaseviče v některých historických formách zahrnují srbské aspirace také části Albánie, Bulharska, Maďarska a Rumunska. Inspirace pochází z existence relativně velké Srbské říše, která v jihovýchodní Evropě existovala ve 14. století před osmanským dobytím Balkánu a následnou dobou temna.

## Ideologické kořeny a historický vývoj

### 19. století

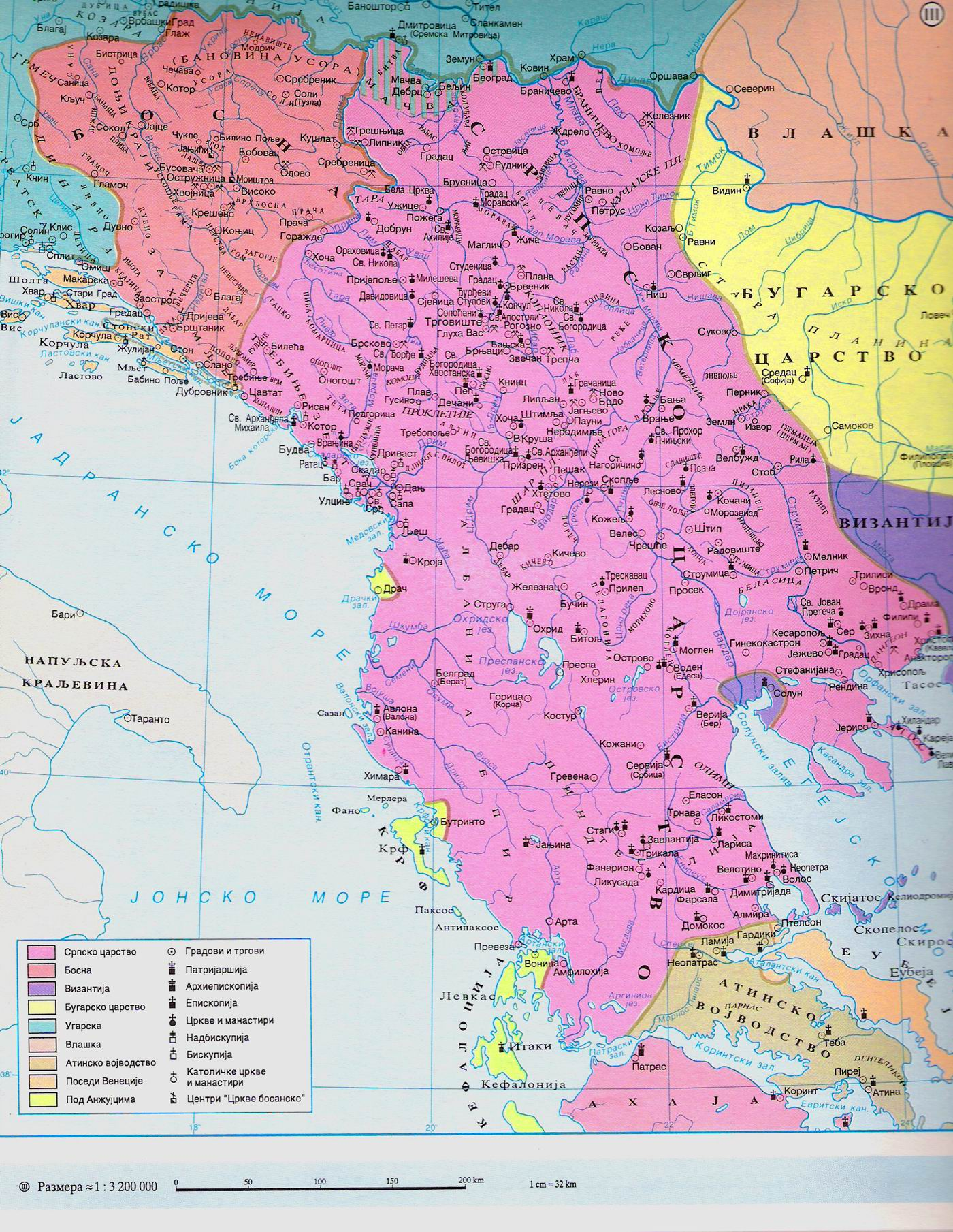
Mapa Srbské říše, která existovala ve 14. století; teritoria v držení říše jsou uvažována iredentisty.

Pojem projektu Velkého Srbska (avšak samozřejmě ještě ne pod tímto názvem) se objevuje v časech prvního moderního srbského státu roku 1804. Myšlenka expanze vlastního území na úkor sousedících zemí však byla v tehdejší obrozenecké Evropě 19. století celkem častá a nevyhnula se ani zemím dnešního balkánského poloostrova.
První zakladatel „srbského národního projektu“ byl tehdejší osvícenský spisovatel Dositej Obradović. Geopolitickou část srbské národnostní ideologie, která stojí na problematických interpretacích ohledně kulturního a historického dědictví, radikalizoval nejvýznamnější reformátor srbského jazyka Vuk Karadžić. Jeho práce byly založené na myšlence, že všichni, kteří hovoří štokavským dialektem srbského jazyka, jsou de facto Srbové. V atmosféře panslavistických koncepcí, kdy byly někdy všechny slovanské jazyky označované jako nářečí jediného, našly rychle odezvu. Ideologové budování velkého Srbska připomínali středověký stát, který chtěli rozšířit západním směrem do oblastí Bosny a Chorvatska, jižně pak ke Kosovu a do Makedonie.[zdroj?] Tyto oblasti však byly místy, kde již od časů začátku nadvlády Osmanské říše nad Balkánem sídlilo jiné obyvatelstvo, částečně však smíšeno se srbským.
Za nejvýznamnější formulaci velkosrbských myšlenek 19. století je považováno dílo srbského politika Iliji Garašanina s názvem Načertanije, které se objevilo roku 1844. Ve svých principech hovoří o Srbech jako o jihoslovanském národu, kam řadí i dnešní Bosňáky a Chorvaty, kteří žili na území Uherska a Osmanské říše. Garašanin viděl v případném úpadku vlivu Istanbulu na Balkánu možnost vybudovat silné království pod srbským vedením.
Ke konci 19. století již byla velká část srbské inteligence ovlivněna velkosrbskými postoji. Na rozdíl od původních myšlenek pokojného šíření srbské kultury a jazyka se však nyní začaly projevovat násilné postoje, především v otázce náboženství. Albánci, kteří žili v Kosovu, a Muslimové v Bosně byli stoupenci islámu, státního náboženství Osmanské říše, jež byla společným nepřítelem všech pravoslavných křesťanů.

### 20. století

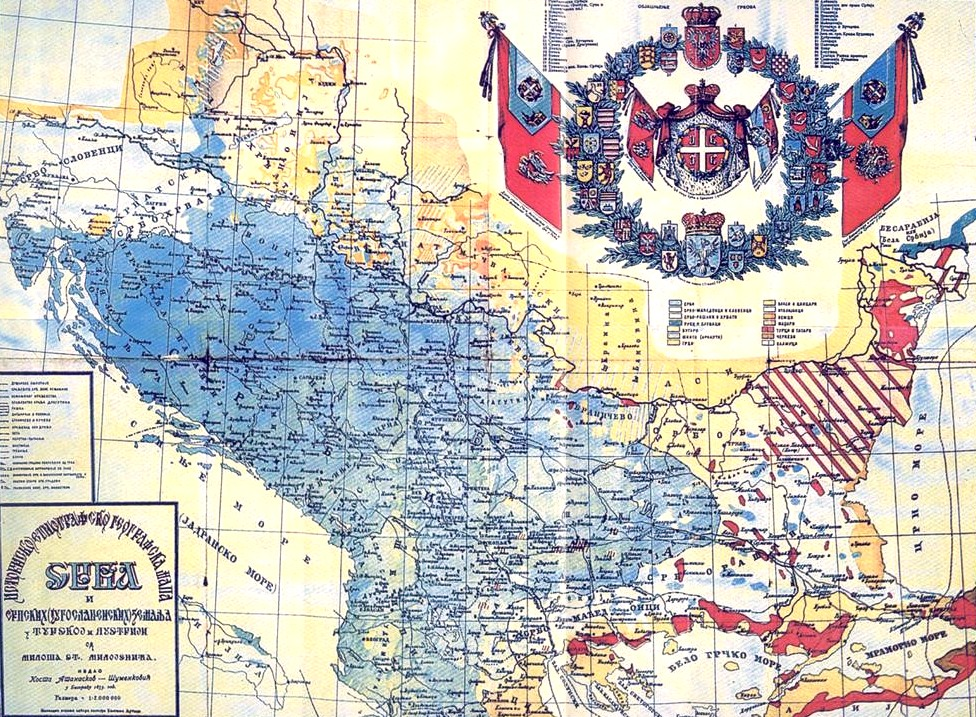
Mapa Miloše Milojeviće z 19. století, kde je většina jihoslovanů vyobrazena jako Srbové.

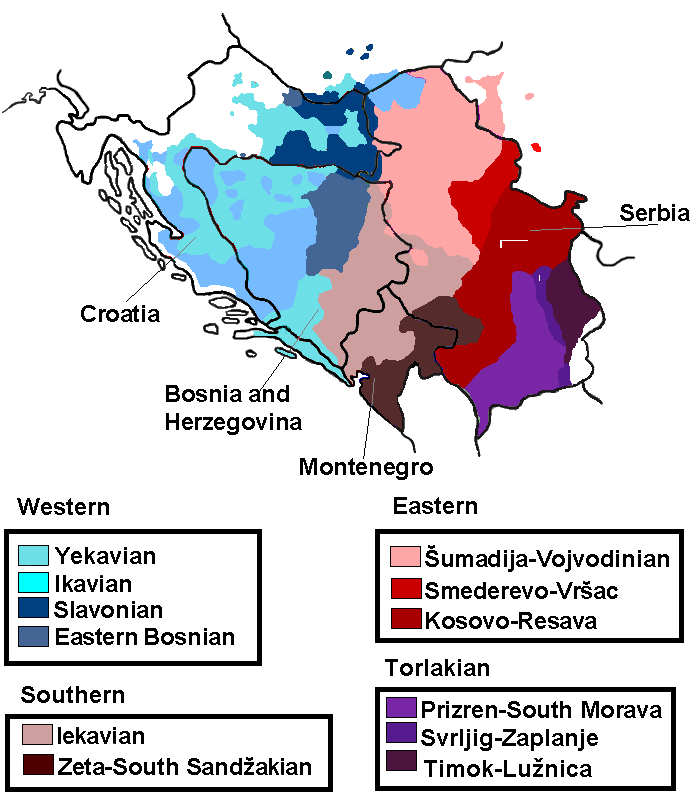
Štokavština, jejíž mluvčí považoval Vuk Karadžić v 19. století za Srby

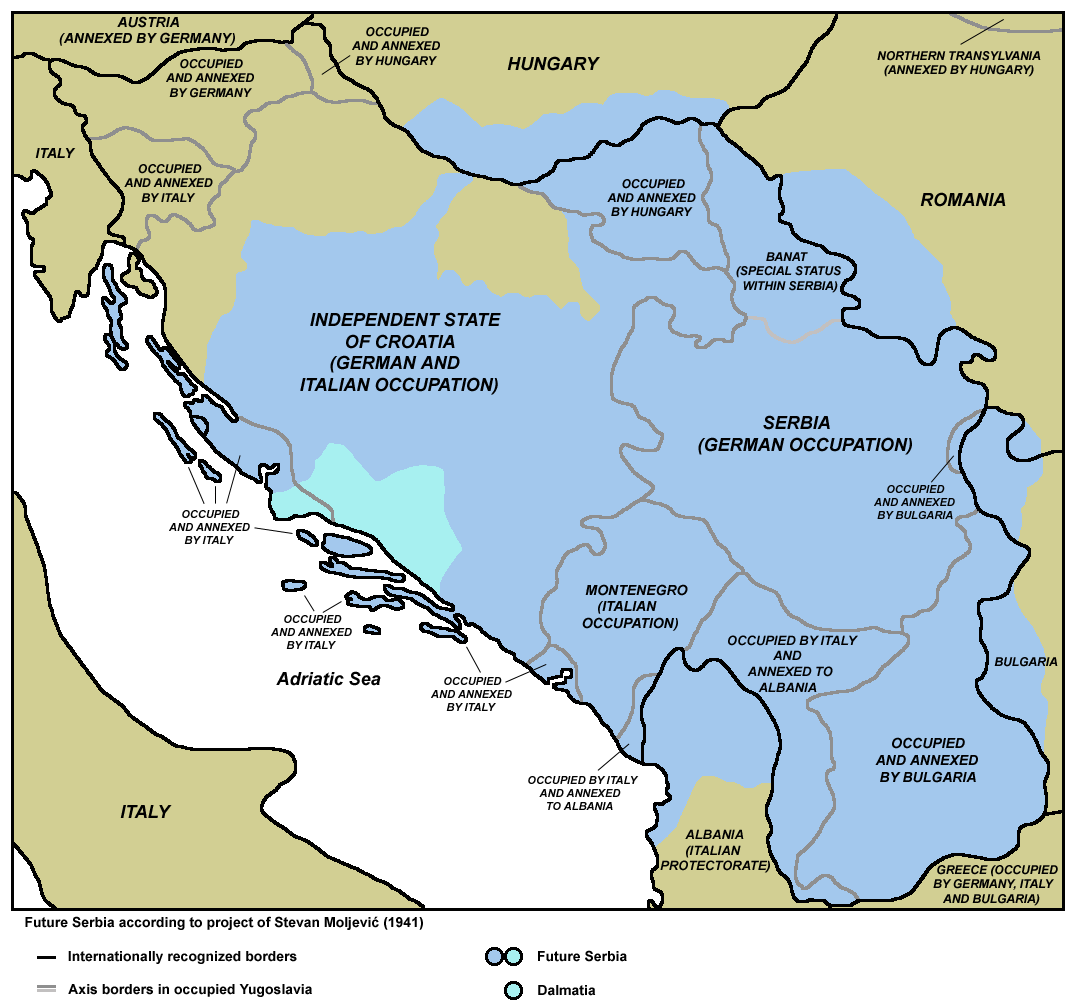
Moljevićovo "Homogenní Srbsko", 1941.

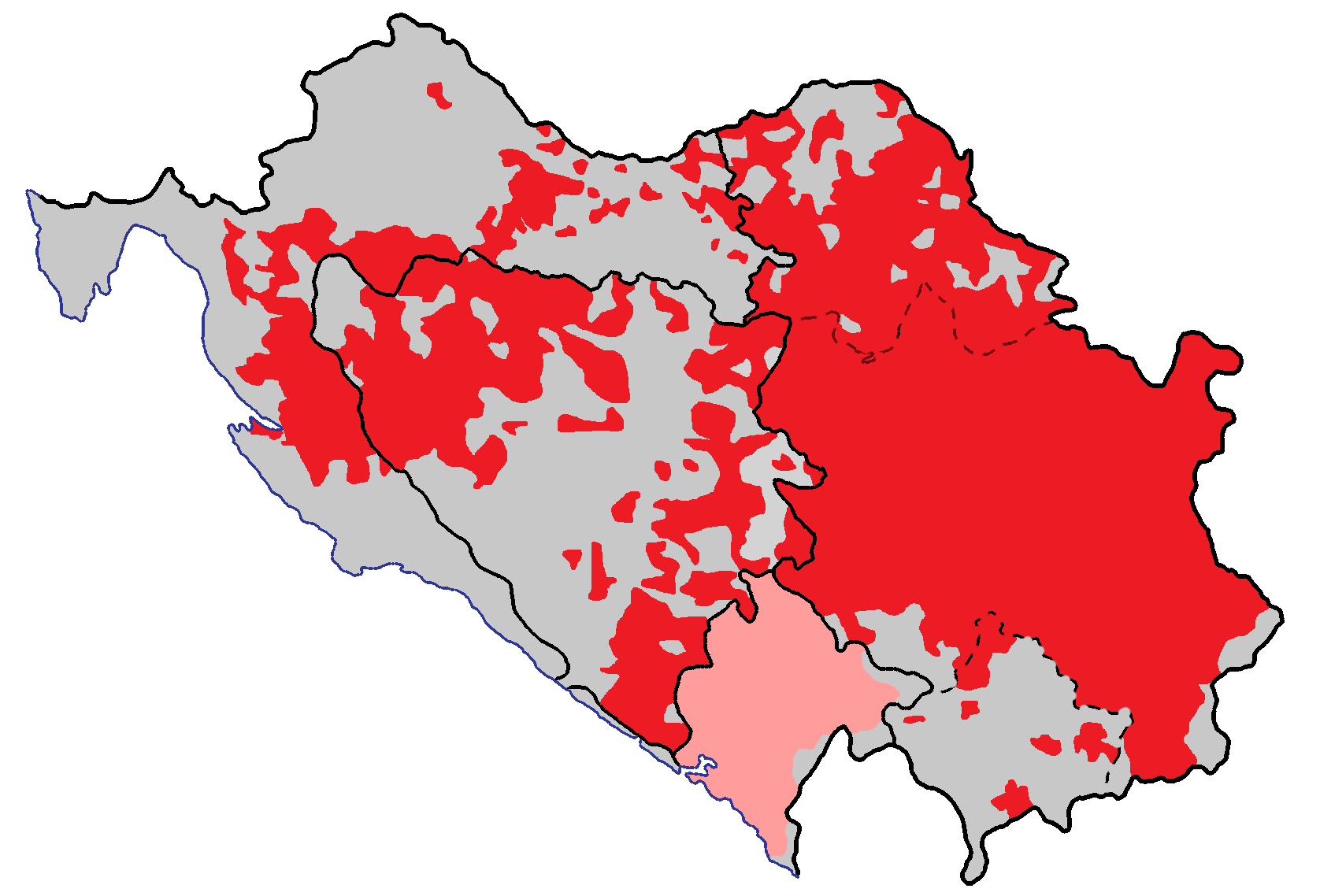
Srbské obyvatelstvo v Jugoslávii v roce 1981

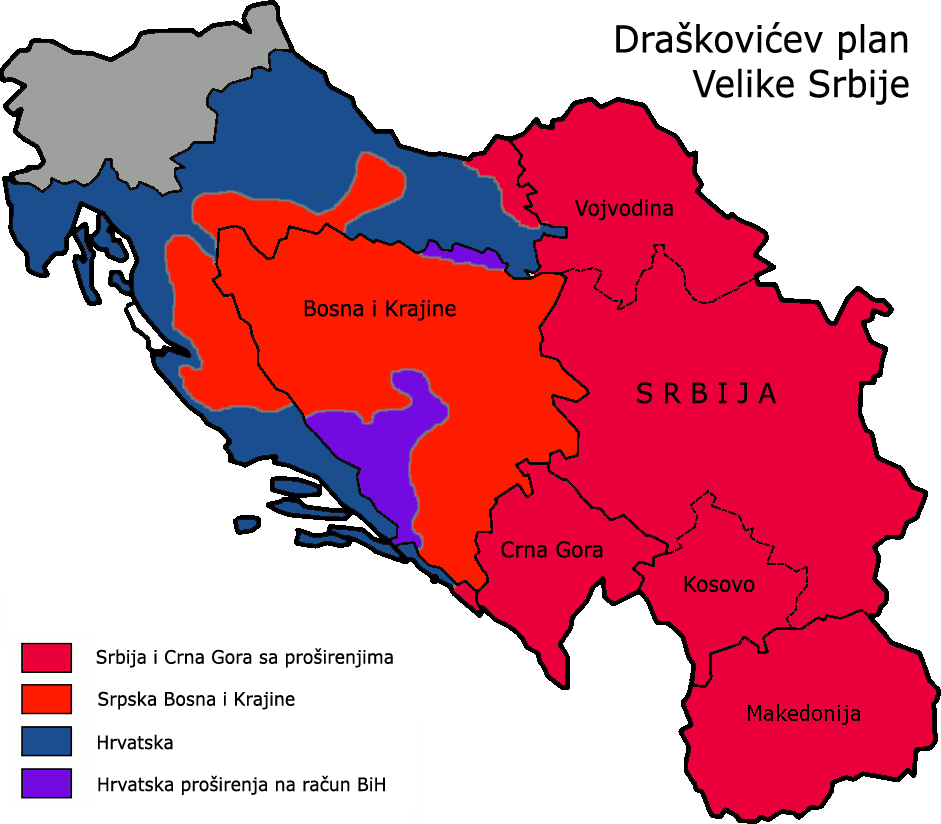
Plány dle Vuka Draškoviće

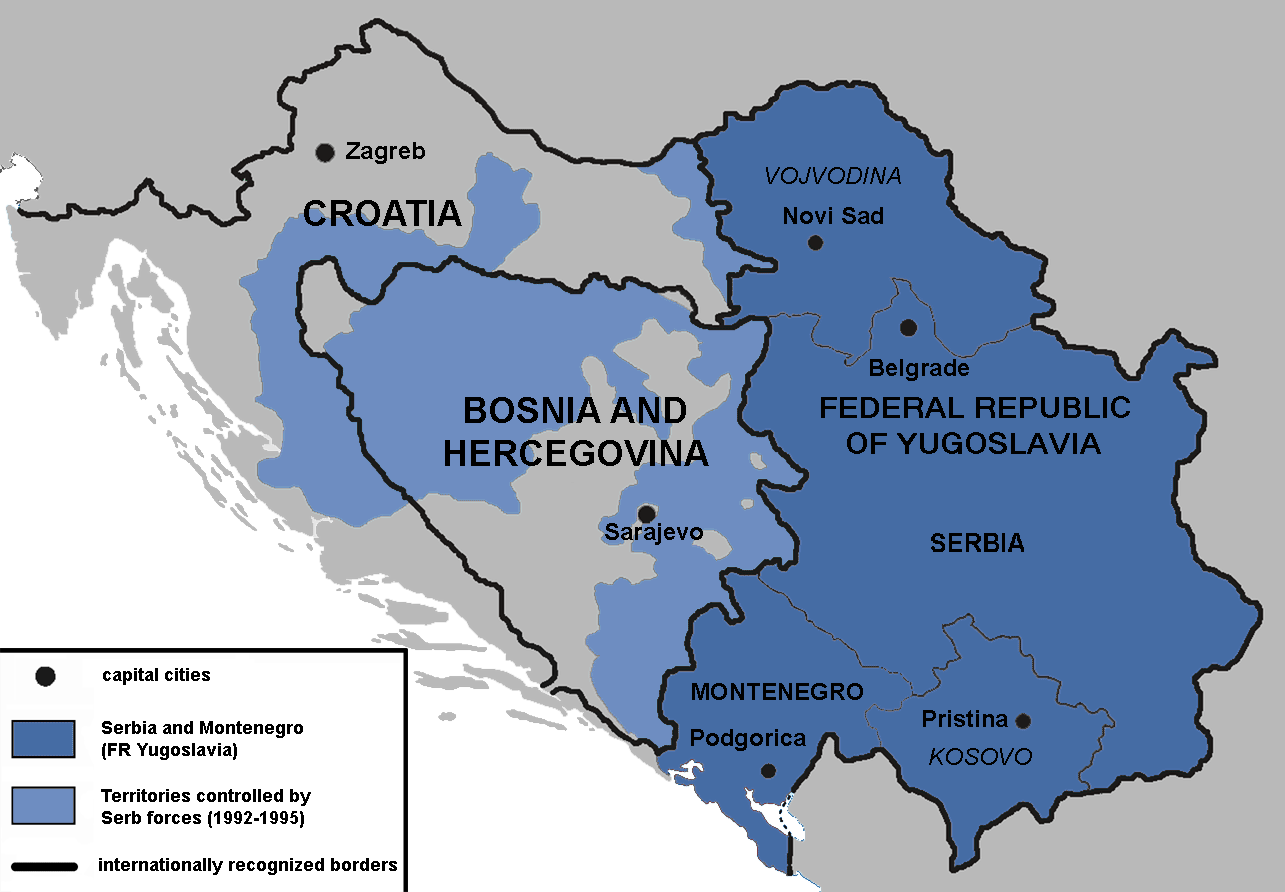
Území Republiky Bosna a Hercegovina a Chorvatské republiky ovládané srbskými silami v letech 1992–1995.

Balkánské války a první světová válka zradikalizovaly tehdejší politické proudy, zaměřené proti osmanské nadvládě. Objevily se paravojenské skupiny, jako například četnici, kteří bojovali právě na straně nově vznikajících slovanských států. Po konci války 1. prosince 1918 vzniklo království SHS, kde Srbsko mělo významné postavení, zároveň jej ale trápilo vyčerpání z bojů, které zemi zpustošily ve srovnání s mnohem lepší situací v severních oblastech království, tedy Chorvatsku a Slovinsku.
Idea Velkého Srbska se v tento okamžik stává sice velmi nevhodným tématem, nicméně to neznamená že by se o ní čas od času nemluvilo. Období politické nestability a střetů v první polovině 20. let se stává živnou půdou pro velmi ostré debaty. Požadavky na velké Srbsko jsou reakcemi na některé snahy o zvýšení vlivu Chorvatska a Slovinska v království. O velkém Srbsku se například zmiňovali i tehdejší premiér Nikola Pašić.[zdroj?] Za velkosrbské byly označovány různé snahy politiků ze srbské části Jugoslávie o silnější centralizaci státu. Když v červnu 1928 navrhne černohorský poslanec Puniša Račić, aby se název státu změnil oficiálně na „Velké Srbsko“ vyvolá ve skupštině bouři, která vede k výměně nadávek s chorvatskými poslanci v čele se Stjepanem Radićem, předsedou Chorvatské selské strany, jehož obavy z ovládnutí Jugoslávie Srbskem byly nemalé. Celá aféra skončila střelbou; smrtí Radiće a následným převzetím moci králem.
Poté, co se moci chopil právě král Alexandr, byla Jugoslávie reorganizována tak, aby se zabránilo jak velkosrbským, tak i velkochorvatským, nebo jinými irendentistickým tendencím. Stát začal být budován na myšlence jednoho jugoslávského národa (tak jako například v ČSR národ československý). Zatímco ale v meziválečném období se mluvilo o jednom národu, který má tři plemena (slovinské, chorvatské a srbské), v období poválečném, kdy Jugoslávie byla socialistický federativní stát, došlo ke změně. Termín „jihoslovan“ často měnil svůj význam, v každém sčítání lidu označoval víceméně jinak vyprofilovanou skupinu lidí, až se z něj stala hlavně volba – pro ty, kteří chtějí upřednostnit, že jejich etnický původ je ve společném státě.
Za druhé světové války došlo k revitalizaci velkosrbských myšlenek. Jugoslávie, která byla rozkližována již před válkou především z chorvatské strany (vytvoření autonomní chorvatské bánoviny), se rozpadla na několik států a okupovaných území. Srbsko bylo obsazeno Německem; rychlý pád jugoslávské obrany v dubnu 1941 umožnil cestu těm, kteří byli vždy v opozici k jugoslávské myšlence a považovali ji za velký omyl. Roku 1941 banjalucký právník Stevan Moljević formuloval spis Homogena Srbija, kde označil zrušení srbských hranic z roku 1918 jako chybu, kterou nyní může národ napravit. Území, které nárokoval, se shoduje s tím, o kterém se mluvilo již v 19. století. Důležitý byl hlavně přístup k moři, tj. zabrání dnešní Černé Hory a jižního cípu současného Chorvatska. Území Srbska se mělo rozšířit ale i o části severní Albánie a západního Bulharska. Tento dokument se stal jedním z prvních a základních ideových východisek četnického hnutí; byť v pozdějších letech pod vlivem úspěchu partyzánů byli i Četnici – hnutí převážně srbské a konzervativní – nutno své postoje přehodnotit liberálnějším směrem. O Moljevićově plánu se mluvilo ještě v 90. letech, kdy se srbští nacionalisté dostali k moci.[zdroj?]
Po jednání v Teheránu na podzim 1943 se tehdejší státníci protifašistické koalice shodli na obnově Jugoslávie a tyto plány upadly v zapomnění. Za vlády Josipa Tita se hlavní ideologií stal socialismus a veškeré úvahy o budování Velkého Srbska či Velkého Chorvatska byly považovány za extremistické a za snahu rozbít federativní stát. Proti nim se ostře postupovalo a v každém z národů Jugoslávie později převážil názor, že právě proti tomu či onomu nacionalismu se postupuje nejrázněji ze všech.
Již v posledních letech Titova života se situace ale začala rychle dramatizovat. V Chorvatsku se zhoršovaly vztahy mezi oběma konstitutivními národy (tzn. Chorvaty a Srby), ve Slovinsku začala komunistická moc slábnout nečekaně rychle – ve společnosti se začaly objevovat prozápadní proudy a i na druhém konci země, v Kosovu, vypukly opakovaně protesty. Roku 1981 demonstranti žádali, aby se Kosovo stalo sedmou republikou SFRJ, avšak neuspěli. Stejně jako oni se po nějaké době začaly radikalizovat i další osoby veřejného života v srbské části Jugoslávie (např. intelektuální elita ze SANU – kam patřili o Mihail Marković, Dejan Medaković, Antonija Isaković-Lula, Miodrag Bulatović-Bula, Milorad Ekmečić, Zagorka Golubović, Kosta Mihailović a Vojislav Koštunica). V atmosféře slábnoucího socialismu, jehož jediným výsledkem pro ekonomickými problémy zmítanou Jugoslávii 80. let, se stala nezaměstnanost, inflace a rostoucí mezinárodní zadlužení, si začala celá řada lidí klást otázky, kdo je za tuto situaci odpovědný. Rozsáhlá kampaň za zachování politiky bratrství a jednoty jugoslávských národů, která byla ve sdělovacích prostředcích konce 80. let běžným jevem, se však minula svým cílem. Komunisté totiž nepředložili žádné řešení tíživé situace a jen stěží hledaly odpovědné osoby. V takové atmosféře se proto začalo stále častěji nabízet řešení, že viníkem nejsou odpovědní politici, ale konkrétní svazové republiky, které využívají složitého a nesrozumitelného federativního (či konfederativního) systému pouze pro svůj prospěch.
Takový pohled na věc přineso i Memorandum SANU, které poukazovalo na Srby jako na národ utlačovaný chorvatsko-slovinskou hegemonií. Bylo sice zprvu odsouzeno jako nebezpečný velkosrbský pamflet, jeho myšlenky však byly velmi rychle přijaty tehdejším politickým vedením se Slobodanem Miloševićem v čele. Tomu se úspěšně podařilo v období nevýrazných post-titovských vůdců stát nejpopulárnějším politikem, i když komunistickým. Jeho politická linie byla dvousečnou zbraní; starší generace přitáhly slova o ochraně Titova kultu osobnosti (od května 1987), ostatní byli nadšeni jeho razantností a svazové vedení, především armáda ocenila razantní akcent na teritoriální integritu Jugoslávie a její ochranu před separatistickými a nacionalistickými silami. Když však na podzim 1987 získal Milošević a jeho okruh stoupenců v srbském tisku všechen prostor (na úkor Ivana Stamboliće), přestalo se psát o srbském nacionalismu, ale stále důsledněji se zdůrazňoval nacionalismus albánský.
V lednu 1990 skončila vláda jedné strany – Svazu komunistů Jugoslávie. V Srbsku, ale i jiných republikách SFRJ se začala objevovat opozice, která byla v případě srbo-chorvatského prostoru striktně nacionalistická. Zatímco Svaz komunistů Srbska v čele s Miloševićem přijal část programu Memoranda SANU a integroval jej do oficiální komunistické ideové linie, v zimě 1990 nově vzniklé politické strany, jakými byla např. Srbská národní obnova, žádaly otevřeně návrat k Jugoslávii meziválečné; kde by bylo silné a velké Srbsko spolu s malým Chorvatskem a Slovinskem. Byla proto požadována kompletní změna fungování Jugoslávie; zrušení několika svazových republik (Černé Hory, Bosny a Hercegoviny a Makedonie). Lidé, kteří se stali členy této strany patřili k srbským antikomunistům, členům sdružení Svatého Sávy, či to byli zastánci obnovy četnického hnutí. V létě 1990 vydali několik čísel časopisu Velké Srbsko: Noviny srbského četnického hnutí, ve kterých otiskly mapy Velkého Srbska a ostře kritizovali tehdejší komunisty. Rovněž prohlásili Vojislava Šešelje za četnického vévodu.
Válka ve Slovinsku a Chorvatsku vzbudila v mnoha zastáncích změny hranic naději, že rozdělením Bosny a Hercegoviny mezi Chorvatsko a Srbsko bude požadavků dosaženo a problém se vyřeší. Z pohledu Chorvatů a Slovinců se de facto již Jugoslávie samotná v hranicích mezi Vardarem a Triglavem stala po dominanci Srbů „velkým Srbskem“, což ještě dále akcelerovalo snahy obou republik co nejrychleji společný svazek opustit. Mezi Srby bylo však hlavním tématem prosadit změnu hranic svazových republik, především tak, aby Srbové již nebyli rozděleni mezi čtyři (SR Chorvatsko, SR Bosna a Hercegovina, SR Srbsko a SR Černá Hora) celky, ale podobně jako Chorvati nebo Slovinci byli součástí jednoho. Taková úvaha však zcela nepochybně přinášela otázku, jak řešit oblasti národnostně smíšené, kterých bylo v Bosně a Hercegovině a Krajině (příhraničí Chorvatska s Bosnou a Hercegovinou) veliké množství. Jednalo se o budoucí ohniska tzv. etnických čistek, tedy území, které se pokoušela každá z národností „vyčistit“ od ostatních, aby je poté mohla připojit ke svému celku.
Za války bylo vybudování Velkého Srbska často prezentováno jako základní bod Miloševićovy válečné politiky, hlavní motivace pro postup vojsk stále hlouběji do území bývalých svazových republik. Po skončení bojů v Chorvatsku však došlo k rychlému obratu proti velkosrbským myšlenkám; vládní vojska zlikvidovala republiku Srbská krajina a statisíce chorvatských Srbů opustily zemi. O to více se tak válečné snahy soustředily na podporu RS v Bosně a na zisk co největšího území na úkor muslimských a chorvatských záborů pro budoucí poválečném uspořádání. Ozbrojené skupiny začaly „čistit“ území, o kterém se domnívaly, že se nakonec stane „jejich“ a kde by Bosňáci, nebo Chorvati tvořili menšinu. Už tehdy však bylo jasné, že šance na spojení Republiky srbské se Srbskem samotným jsou velmi malé.[zdroj?] V současné době se k velkosrbské myšlence staví pozitivně například Srbská radikální strana Vojislava Šešelja.
V roce 1999 se zostřila situace i v Kosovu. Nepokoje místního albánského obyvatelstva se vláda v Bělehradě rozhodla řešit nasazením armády, která přestože nesla název jugoslávská, byla nyní již výrazně srbská (neboť Srbsko a Černá Hora zůstaly jedinými republikami federace). Při zásazích vojsk došlo k masakrům, které byly značně medializovány, což přinutilo USA bombardovat srbská města a donutit tak Miloševiće stáhnout vojsko z Kosova. Následně byl ustanoven mezinárodní protektorát pod OSN. Srbové toto vnímali jako svou porážku, jako ztrátu klíčového území, o které „přišli“ díky expanzivnosti albánského obyvatelstva, jehož počet se – v porovnání se Srby – během celého 20. století dramaticky zvyšoval. Válečné události 90. let, kdy do každého konfliktu byla zatažena srbská strana (ať už jako součást JNA či jiného bojového uskupení) myšlenku velkého Srbska silně zdiskreditovaly v očích nejen veřejnosti, ale i Srbů samotných.[zdroj?] I přesto po vyhlášení nezávislého Kosova v únoru 2008 došlo k nepokojům a velkým protestům jak v Srbsku, tak i v Kosovu.

### „Velké“ koncepty
- Velká Albánie
- Velké Bulharsko
- Velké Chorvatsko
- Velký Izrael
- Velké Rumunsko
- Megali idea